# Maroon (Taylor Swift)
Maroon è un brano musicale della cantautrice statunitense Taylor Swift, seconda traccia del decimo album in studio Midnights.

## Descrizione
Il 28 agosto 2022, Taylor Swift ha annunciato il suo decimo album in studio, Midnights, senza però rivelarne la lista delle tracce. A partire dal 21 settembre dello stesso anno, la cantante ha cominciato ad annunciare i titoli dei brani contenuti nel disco con una serie di 13 video su TikTok intitolati Midnights Mayhem with Me. Nel corso del quinto episodio diffuso il 30 settembre 2022, Taylor Swift ha annunciato il titolo della seconda traccia dell'album, Maroon.
Nel testo della canzone, Taylor Swift utilizza diverse sfumature di rosso per descrivere la propria relazione e le emozioni ad essa collegate, come già aveva fatto in passato con il singolo Red tratto dall'omonimo album del 2012. Cita ad esempio il color granata (il cui equivalente in lingua inglese dà il nome al brano), il borgogna, il vinaccia, il rosso sangue, il color ruggine e lo scarlatto. La forte presenza di colori e oggetti legati al rosso nel testo sottolinea ancora di più il collegamento tra Maroon e Red, ma suggerisce anche che il brano possa rappresentare un'analisi a posteriori più matura e meno emotivamente coinvolta delle medesime vicende che hanno ispirato il singolo e l'album del 2012, in particolare la relazione con l'attore statunitense Jake Gyllenhaal.

## Formazione
Hanno partecipato alle registrazioni, secondo le note di copertina di Midnights
Musicisti
- Taylor Swift – voce
- Jack Antonoff – programmazione, percussioni, Roland Juno 6, sintetizzatore modulare, pianoforte, chitarra elettrica, basso
- Evan Smith – organo, sassofono, flauto traverso, clarinetto

Produzione
- Jack Antonoff – produzione, registrazione
- Taylor Swift – produzione
- Șerban Ghenea – missaggio
- Bryce Bordone – assistenza al missaggio
- Laura Sisk – registrazione
- Megan Searl – assistenza tecnica
- Jon Sher – assistenza tecnica
- John Rooney – assistenza tecnica
- Evan Smith – registrazione proprie parti
- Randy Merrill – mastering

## Classifiche
| Classifica (2022) | Posizione massima |
| ----------------- | ----------------- |
| Australia         | 4                 |
| Canada            | 4                 |
| Danimarca         | 34                |
| Filippine         | 5                 |
| Francia           | 100               |
| Germania          | 96                |
| Islanda           | 12                |
| Italia            | 77                |
| Lussemburgo       | 20                |
| Norvegia          | 30                |
| Nuova Zelanda     | 5                 |
| Paraguay          | 106               |
| Portogallo        | 11                |
| Singapore         | 5                 |
| Spagna            | 49                |
| Stati Uniti       | 3                 |
| Svezia            | 26                |